# Byttneria caripensis
Byttneria caripensis är en malvaväxtart som beskrevs av C.L. Cristóbal. Byttneria caripensis ingår i släktet Byttneria och familjen malvaväxter. Inga underarter finns listade i Catalogue of Life.